# Archimestra
Archimestra is een geslacht van vlinders uit de familie Nymphalidae.

## Soorten
Het geslacht is monotypisch, de enige soort is Archimestra teleboas (Ménétriés, 1832).